# Vergulden

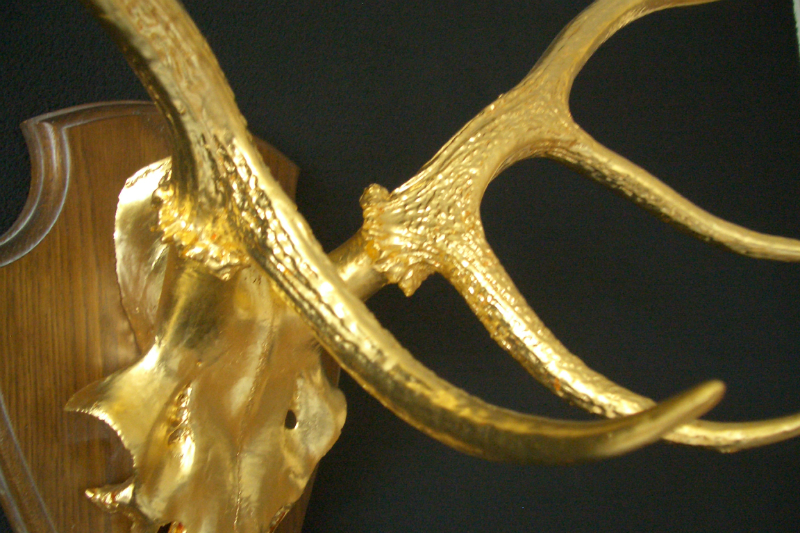
Een met bladgoud verguld hertengewei

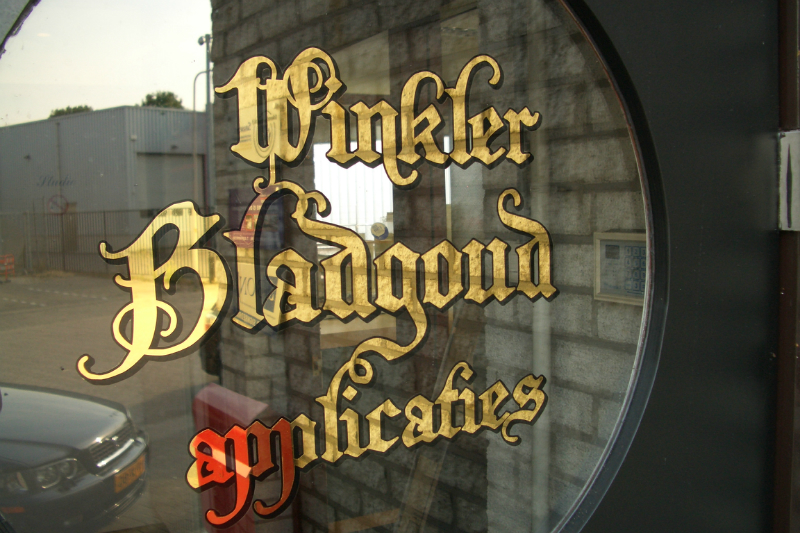
Achter glas vergulden

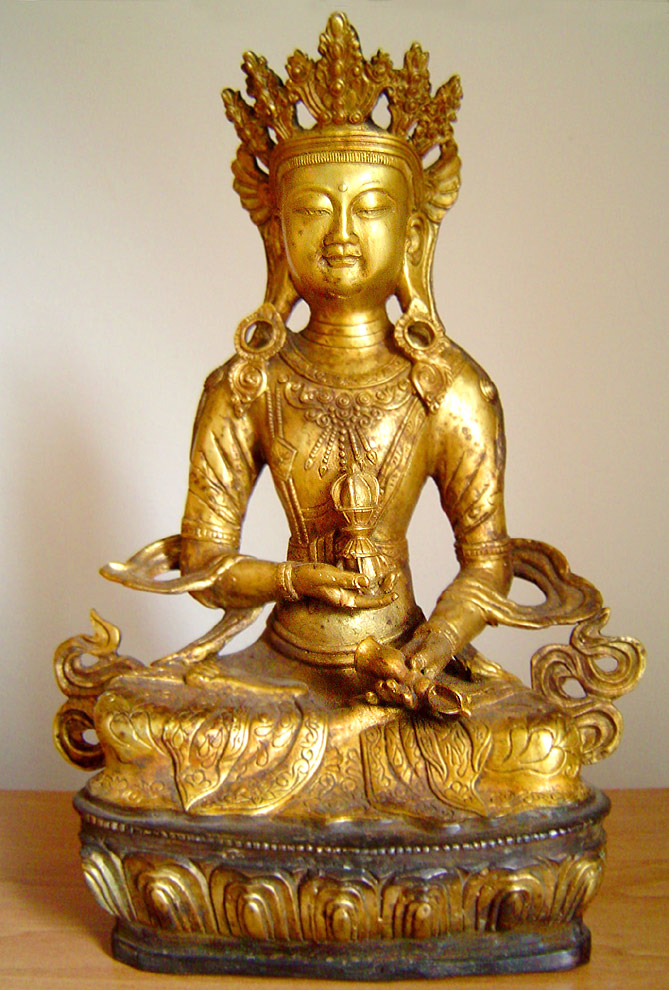
Een verguld beeld

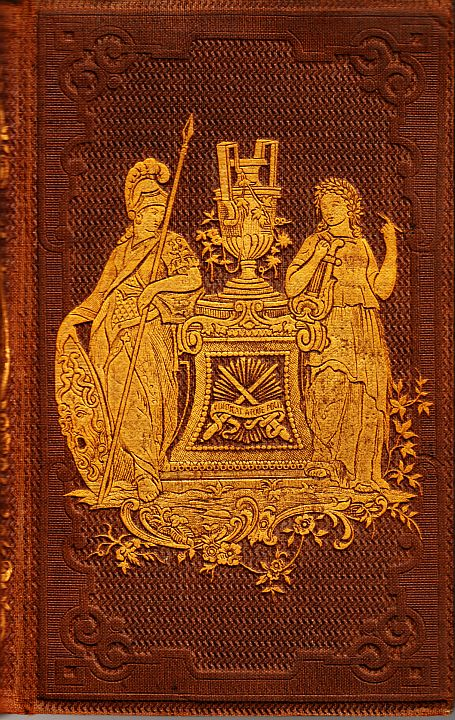
Een vergulde studentenalmanak (1854)

Vergulden is het bedekken van een voorwerp met een laagje goud.
Verscheidene antieke beschavingen beheersten al de kunst van het vergulden (Egyptenaren, Etrusken, Kelten, ...).
Er bestaan verschillende manieren om een object te voorzien van een goudlaag:
1. Mixtion vergulden, ook wel olievergulden genoemd.
2. Poliment vergulden.
3. Watervergulden (van glas).
4. Galvanisch vergulden.
5. Vuurvergulden.

Veel gebruikt voor bijvoorbeeld schilderijlijsten is het inleggen van bladgoud in mixtion. Voor een goede hechting en hoogglans wordt in de regel met een agaat gebruineerd. Metalen kunnen in gesmolten goud worden ondergedompeld of galvanisch worden verguld.
Keramiek: De van oorsprong Koreaanse techniek Keum Boo, waarbij vrij dik goudfolie wordt versmolten met het oppervlak van zilveren of stalen voorwerpen, wordt geleidelijk populairder bij westerse goud- en zilversmeden. Op keramiek kan fijn goudpoeder in olie-achtige dispersie aangebracht worden, bij het bakken verbrandt de olie en smelten de gouddeeltjes samen. Het tegenwoordige bakken van een oplossing van goudzouten, die door reductie in de oven omgezet worden tot zuiver goud geeft een mooier resultaat. In plaats van goudpoeder worden ook wel goudzouten gebruikt.
Ook boeken kunnen verguld worden: met messing stempels worden onder verhitting letters en versieringen van bladgoud aangebracht op het linnen, leer, perkament of papier van boekbanden. Daarnaast wordt soms op de sneden van het boek verguldsel aangebracht, of alleen op de bovenste snede (de enige snede die in de boekenkast zichtbaar is). Die laatste variant noemt men 'kop verguld' of snedevergulden.
Het vergulden achter glas wordt al sinds de oudheid gedaan. Cennino Cennini beschrijft in zijn boek Il Libro dell’Arte hoe techniek uitgevoerd moest worden. Hij spreekt in zijn boek al over de ongeëvenaarde glans en schittering van het bladgoud achter glas. Tegenwoordig wordt het achterglas vergulden, door gebrek aan kennis, telkens minder gedaan. Slechts enkelen beheersen in Nederland, Amerika en Engeland nog het ambacht, waarbij het bladgoud door middel van een dierenlijm of vernis wordt aangebracht.

## Productie
Bladgoud is een folielaag van goud dat tot 0,1 μm dikte wordt verkregen. Dunnere lagen goud kunnen worden aangebracht door middel van thin film-depositietechnieken. Hier gaat het om een totale dikte die niet waarneembaar is met het menselijk oog, namelijk in de orde van fracties van een nanometer tot enkele micrometers dik.

## Uitdrukkingen en afgeleiden
- de bittere pil vergulden, iets onaangenaams gemakkelijker acceptabel maken. Afkomstig uit de farmacie, in het verleden werden pillen die te onsmakelijk waren wel gehuld in bladgoud dat de wansmaak afschermde van de tong tijdens het innemen.
- verguld zijn (met iets of iemand), vereerd zijn (met iets of iemand).
- Gulden is een oud woord voor goud, wat we ook kennen in de Nederlandse gulden, de gulden snede en de gulden middenweg.